# Einkommenshypothese
Die Einkommenshypothesen sind verschiedene Annahmen über das Konsum- und Sparverhalten in der Volkswirtschaftslehre. Die folgenden Hypothesen sind zu unterscheiden:

## Absolute Einkommenshypothese
Nach der absoluten Einkommenshypothese, die von John M. Keynes begründet wurde, hängt der Konsum nur vom Einkommen der laufenden Periode ab, nicht aber vom Einkommen der folgenden Perioden. Zusätzliches Nettoeinkommen durch eine Einkommenssteigerung geht dabei nicht vollends in den Konsum ein.

## Relative Einkommenshypothese
Hier steht eher das Einkommen im Verhältnis zum Gesamteinkommen.
siehe auch Relative Einkommenshypothese

## Permanente Einkommenshypothese
Bei der permanenten Einkommenshypothese orientiert sich das Konsumverhalten am durchschnittlichen, permanenten Einkommen. Vorübergehende Einkommensänderungen haben insofern keine Änderung des Konsumverhalten zur Folge.

## Lebenszyklushypothese
Bei der Lebenszyklushypothese ist das erwartete Lebenseinkommen maßgebend für das Konsumverhalten.